# Dia da Restauração da Independência de Timor-Leste

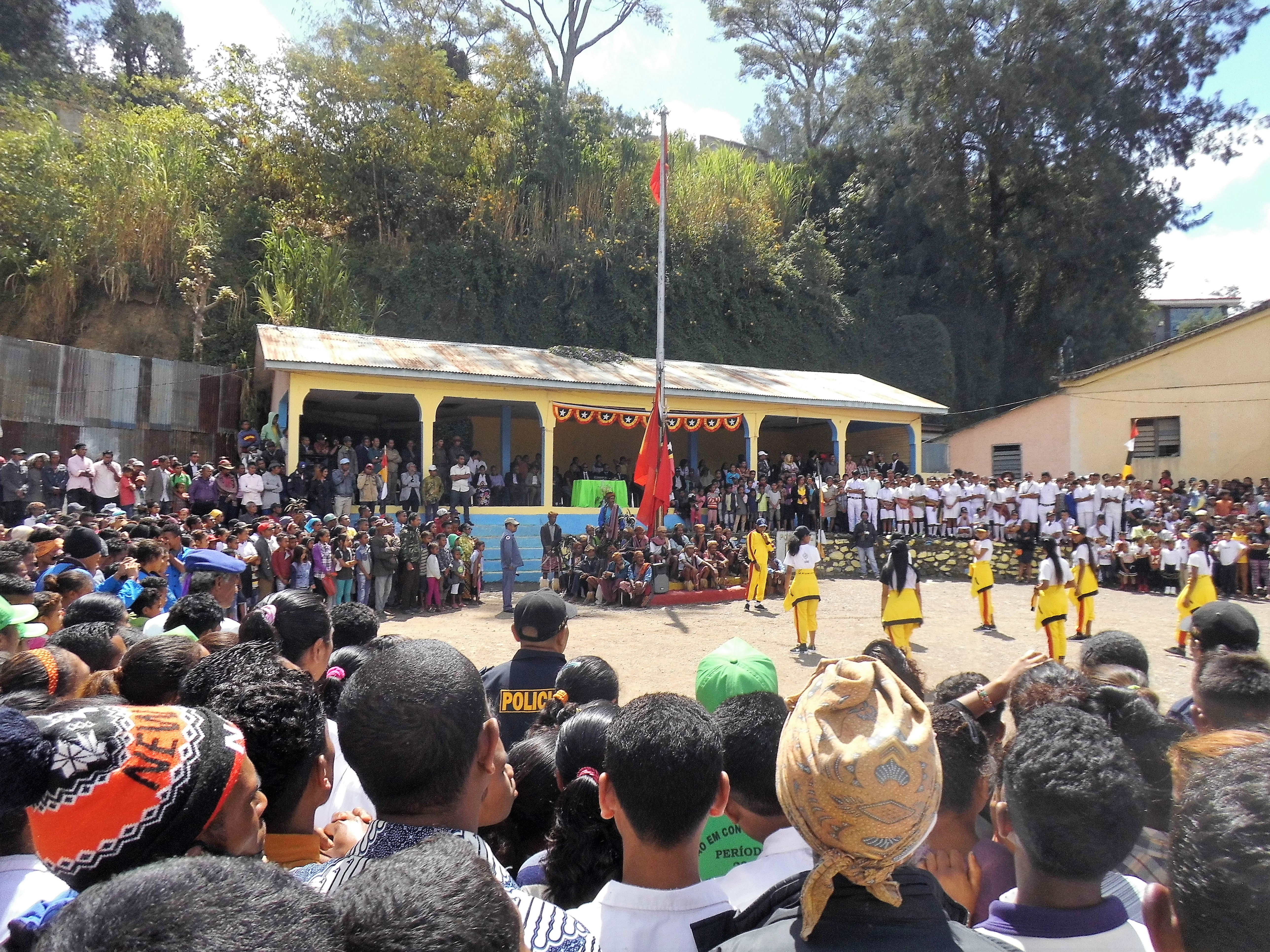
Comemorações do Dia da Independência de 2018 em Maubisse

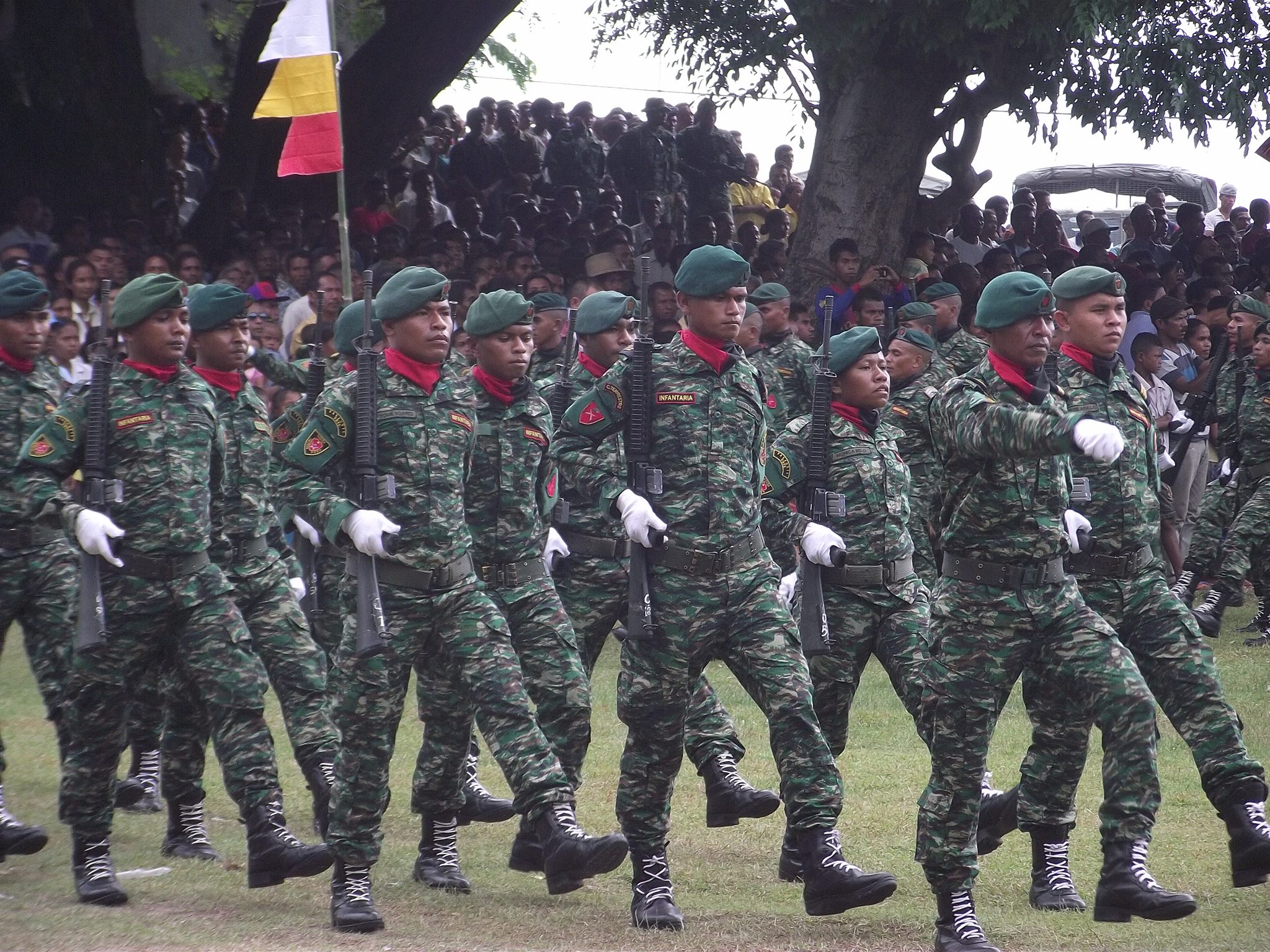
Desfile das Tropas do Dia da Independência (2014)

O Dia da Restauração da Independência ou Dia da Independência de Timor-Leste, em 20 de maio, é feriado nacional em Timor-Leste. 
Em Timor Leste, o dia é chamado de “Dia da Restauração da Independência” porque eles se consideravam oficialmente um estado independente após romperem unilateralmente com a potência colonial Portugal em 28 de novembro de 1975 (este dia é agora comemorado como Dia da Proclamação ), que desde o século XVI até 1975 administraram o território sob o Timor Português. No entanto, nove dias depois, a vizinha Indonésia ocupou e anexou o país. Internacionalmente, Timor Leste era visto como um território português sob administração indonésia. Nem a Declaração de Independência nem a anexação foram geralmente reconhecidas. Após 24 anos de guerra de guerrilha, a maioria da população de Timor-Leste votou pela independência num referendo sobre a independência em 1999 . Após uma onda final de violência por parte da potência ocupante, o país ficou sob administração da ONU até que lhe foi concedida a independência em 20 de maio de 2002, após três anos. 20 de Maio de 1974 foi o dia da fundação do que mais tarde se tornou a FRETILIN, o partido dominante no movimento de independência.
Durante esse dia, as autoridades nacionais participam anualmente num desfile militar em Díli, onde o Presidente da República faz regularmente um discurso sobre a unidade nacional e o sentido de identidade nacional.